# Servio Calpurnio Domizio Destro
Servio Calpurnio Domizio Destro (latino: Servius Calpurnius Domitius Dexter; fl. 225) fu un senatore e politico dell'Impero romano.
Era probabilmente di origine italica; suo padre potrebbe essere stato Calpurnio Massimo, console suffetto nel 203 o 204.
Fu triumvir monetalis, responsabile della coniazione delle monete, questore candidato e pretore. Intorno al 180 divenne responsabile della manutenzione della via Emilia; in seguito fu legato del proconsole d'Asia. Nel 225 divenne console ordinario; fu anche Quindecimvir sacris faciundis, come capo del collegio (Magister collegii).